# 491.
◄ | 4. stoljeće | 5. stoljeće | 6. stoljeće | ►
◄ | 460-ih | 470-ih | 480-ih | 490-ih | 500-ih | 510-ih | 520-ih | ►
◄◄ | ◄ | 488. | 489. | 490. | 491. | 492. | 493. | 494. | ► | ►►
Astronomija • Književnost • Kršćanstvo • Pravo • Promet

## Smrti
- 9. travnja – Zenon, bizantski car (* o. 425.)

## Vanjske poveznice
|  | Zajednički poslužitelj ima još gradiva o temi 491. |